# Rembert Dodoens

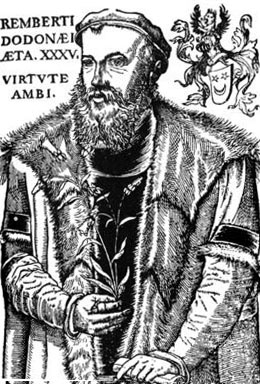
Rembert Dodoens

Rembert Dodoens, też: Rembert van Joenckema, Rembert Dodonée, łac. Rembertus Dodonaeus (ur. 29 czerwca 1517 w Mechelen (fr. Malines) w ówczesnej Flandrii, zm. 10 marca 1585 w Lejdzie) – lekarz, herbarysta i botanik flamandzki, jeden z czołowych europejskich naturalistów okresu Odrodzenia.
Dodoens studiował medycynę na słynnym flamandzkim Katholieke Universiteit w Leuven – najstarszym uniwersytecie katolickim na świecie i jednocześnie najstarszym w krajach dzisiejszego Beneluksu. Po ukończeniu studiów i uzyskaniu w 1535 r. tytułu doktora dużo podróżował po Europie i uzupełniał wykształcenie na uniwersytetach we Francji, Włoszech i Niemczech. W 1574 r. dzięki poparciu swego przyjaciela Kluzjusza uzyskał stanowisko nadwornego medyka na dworze cesarza Maksymiliana II w Wiedniu. W odróżnieniu od Kluzjusza utrzymał to stanowisko również za czasów następnego cesarza, Rudolfa II. Następnie, po pobytach w Kolonii i Antwerpii, w 1582 r. objął katedrę medycyny na Uniwersytecie w Lejdzie, którą piastował aż do śmierci.
Zainteresowanie Dodoensa botaniką, jak u prawie wszystkich XVI-wiecznych naturalistów, miało swe podłoże w medycynie i użytkowym stosowaniu ziół do celów medycznych. Dlatego pierwszymi publikacjami Dodoensa były zielniki z wykazami gatunków roślin stosowanych w ówczesnym ziołolecznictwie. Najważniejszym dziełem uczonego był wielki atlas botaniczny wydany w języku niderlandzkim pt. Cruijdeboeck (lub Cruydeboeck) w 1554 r., jako Cruydt-boeck wznawiany jeszcze następnie w latach 1618 i 1644. Dodoens wykorzystał w nim plansze z dzieła Leonharta Fuchsa, uzupełnione szeregiem nowych rycin. Krótko po wydaniu flamandzkim wyszła również francuska wersja dzieła pt. Histoire des plantes w tłumaczeniu zaprzyjaźnionego z autorem Kluzjusza. Dodoens był tu m.in. autorem pierwszego opisu i zupełnie poprawnego rysunku owadożernej rosiczki (Drosera L.).
W 1583 r. wyszły drukiem Pemptades – dzieło podsumowujące wszystkie dotychczasowe prace Dodoensa. Opisy roślin mają tu już charakter zdecydowanie bardziej botaniczny niż medyczny. Ponieważ jednak Dodoens (co było w owych czasach prawie regułą) obficie czerpał z dzieł innych botaników, w tym m.in. wspominanego już Kluzjusza i Lobeliusa, trudno dziś określić dokładnie, które ustalenia i poglądy należą do niego, a które do innych cytowanych tu autorów.
Cruijdeboeck Dodoensa był jednym z najważniejszych europejskich dzieł przyrodniczych, które dotarły do Japonii. Od pojawienia się tam książki na przełomie XVII i XVIII w. do jej całkowitego przetłumaczenia na język japoński w 1823 r. upłynęło wprawdzie ponad sto lat, tym niemniej zainspirowała ona znacząco rozwój japońskiego zielarstwa (herbarystyki) i ziołolecznictwa, dotąd ukierunkowanych jedynie na doświadczenia chińskie. Wpłynęła również na rozwój nauk botanicznych w ogóle, w tym na tworzenie ogrodów botanicznych.
Na jego cześć nazwano rodzaj Dodonaea z rodziny mydleńcowatych.

## Publikacje
- Herbarium (1533);
- Den Nieuwen Herbarius (1543);
- Cosmographica in astronomiam et geographiam isagoge (1548);
- De frugum historia (1552);
- Trium priorum de stirpium historia commentariorum imagines (1553);
- Posteriorum trium de stirpium historia commentariorum imagines (1554);
- Cruydeboeck (1554);
- Frumentorum, leguminum, palustrium et aquatilium herbarum, ac eorum quae eo pertinent historia (1566);
- Florum et coronariarum odoratarumque nonnullarum herbarum historia (1568);
- Purgantium aliarumque eo facientium, tum et radicum, convolvulorum ac deleteriarum herbarum historiae (1574);
- Historia vitis vinique (1580);
- Physiologices medicinae tabulae (1580);
- Medicinalium observationum exempla rara (1581);
- Stirpium historiae pemptades sex (1583);
- Praxis medica (1616) (pośmiertnie);
- Ars medica, ofte ghenees-kunst (1624) (pośmiertnie).